# Ilija Weltschew
Ilija Weltschew (bulgarisch: Илия Велчев; * 25. Februar 1925; † nach 1952) war ein bulgarischer Radrennfahrer.

## Sportliche Laufbahn
Weltschew war Teilnehmer der Olympischen Sommerspiele 1952 in Helsinki. Beim Sieg von André Noyelle im olympischen Straßenrennen schied er aus. Die bulgarische Mannschaft mit Ilija Weltschew, Bojan Kozew, Petar Dimitrow Georgiew und Miltscho Russew kam nicht in die Mannschaftswertung. Er bestritt auch mit dem bulgarischen Vierer die Mannschaftsverfolgung (12. Platz).